# Friedrich-Wilhelm Neumann
Friedrich-Wilhelm Neumann (Osterode in Ostpreußen, 22 gennaio 1889 – Bad Wiessee, 26 gennaio 1975) è stato un generale tedesco della Wehrmacht durante la seconda guerra mondiale.

## Biografia
Neumann entrò nell'esercito imperiale tedesco nel 1906 come ufficiale durante la prima guerra mondiale. Dopo la guerra passò al servizio della polizia tedesca nel Reichswehr.
Nella Wehrmacht, guidò la 340ª divisione di fanteria e poi la 712ª divisione di fanteria, sempre come comandante, durante la seconda guerra mondiale.